# 沙西尼奥勒
沙西尼奥勒（法語：Chassignolles，法語發音：[ʃasiɲɔl]）是法国安德尔省的一个市镇，位于该省东南部，属于拉沙特尔区。

## 地理
沙西尼奥勒（46°32'26"N, 1°56'23"E）面积29.94 平方千米，位于法国中央-卢瓦尔河谷大区安德尔省，该省份为法国中部省份，北起卢瓦-谢尔省，西北接安德尔-卢瓦尔省，西南接维埃纳省，南至克勒兹省和上维埃纳省，东临谢尔省。
与沙西尼奥勒接壤的市镇（或旧市镇、城区）包括：克勒旺、沃夫尔河畔克罗宗、富日罗勒、勒马尼、普利尼圣母镇、普利尼圣马丹、圣但尼德茹埃、萨尔宰。

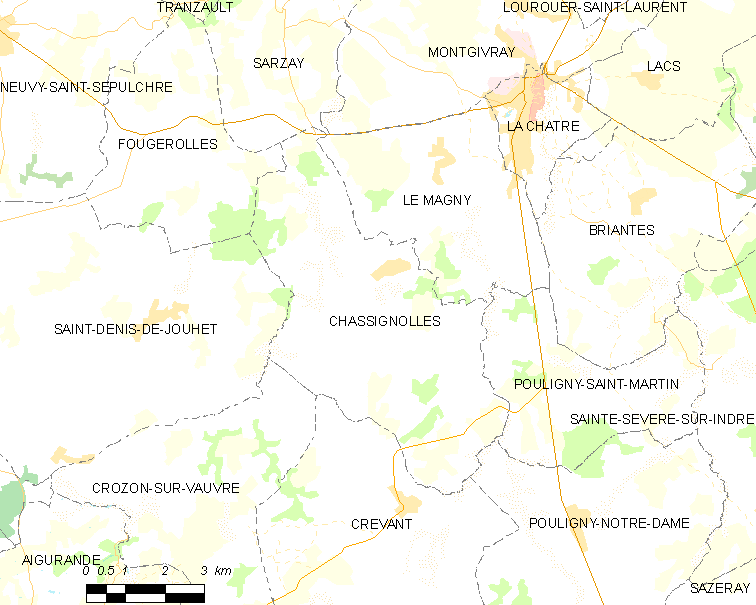
沙西尼奥勒的OSM定位图

沙西尼奥勒的时区为UTC+01:00、UTC+02:00（夏令时）。

## 行政
沙西尼奥勒的邮政编码为36400，INSEE市镇编码为36043。

## 政治
沙西尼奥勒所属的省级选区为讷维圣塞皮尔克县。

## 人口

1962-2008年间沙西尼奥勒人口变化图示

沙西尼奥勒于2022年1月1日时的人口数量为533人。